# Matt Whitaker Ransom

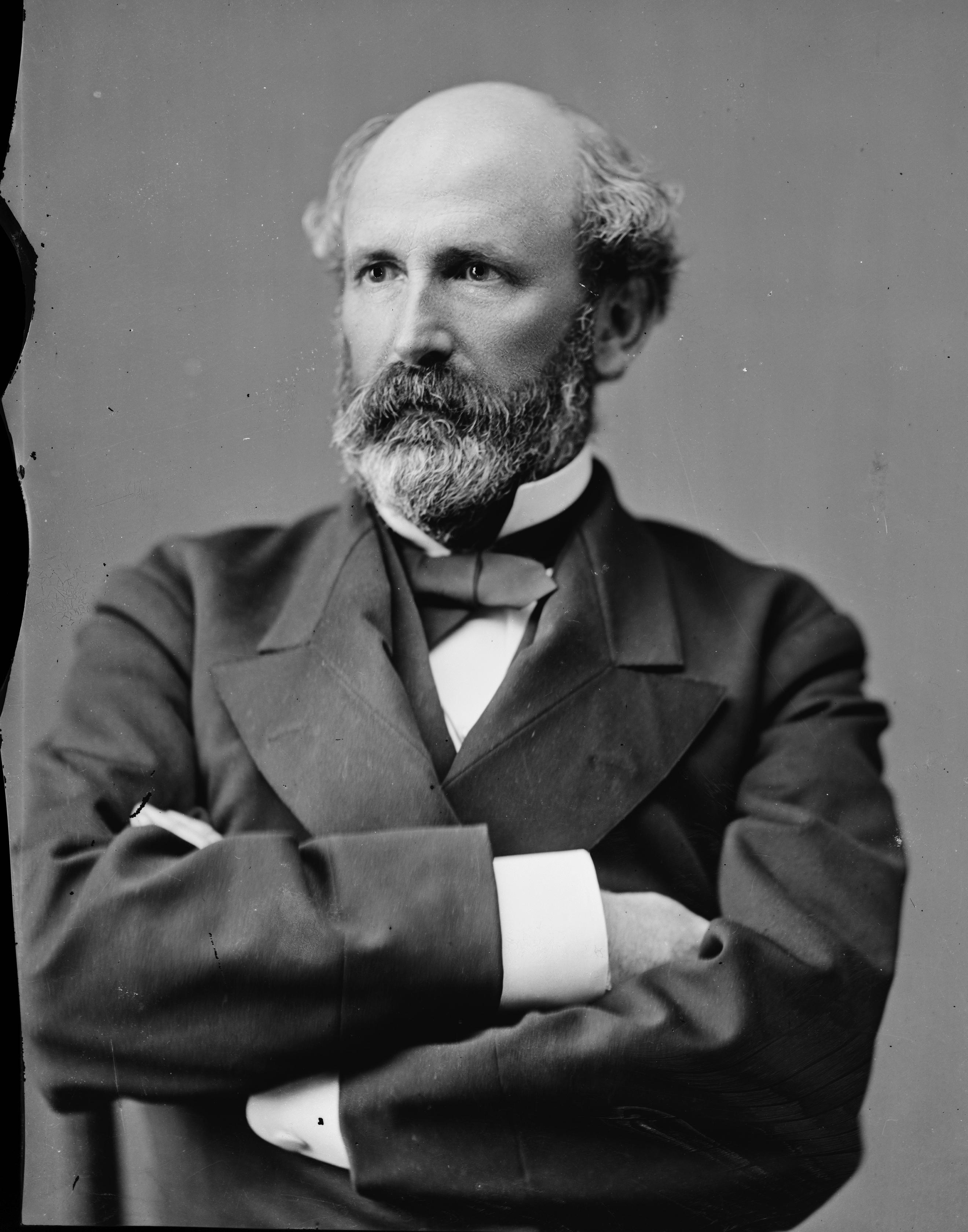
Matt Whitaker Ransom

Matt Whitaker Ransom, född 8 oktober 1826 i Warren County i North Carolina, död 8 oktober 1904 i Garysburg i North Carolina, var en amerikansk politiker, militär och diplomat. Han tjänstgjorde som brigadgeneral i sydstatsarmén under amerikanska inbördeskriget. Han representerade North Carolina i USA:s senat 1872–1895. Han var chef för USA:s diplomatiska beskickning i Mexico City 1895–1897.
Ransom utexaminerades 1847 från University of North Carolina at Chapel Hill. Han studerade sedan juridik och inledde sin karriär som advokat i Warrenton, North Carolina. Han gick med i Whigpartiet. Han var elektor för Winfield Scott i presidentvalet i USA 1852 och delstatens justitieminister 1852–1855.
Ransom deltog i inbördeskriget i den konfedererade armén. Han befordrades 1863 till brigadgeneral. Han sårades tre gånger under kriget och var med om kapitulationen efter förlusten i slaget vid Appomattox.
Ransom bytte parti till Demokratiska partiet. Delstatens lagstiftande församling kunde inte enas om en efterträdare åt Joseph Carter Abbott vars mandatperiod löpte ut år 1871. Ransom tillträdde sedan 1872 som senator. Han var president pro tempore of the United States Senate, tillförordnad talman i senaten, från 7 januari till 10 januari 1895. Han efterträddes i mars 1895 som senator av populisten Marion Butler. Ransom blev sedan utnämnd till beskickningschef i Mexiko. Han återvände 1897 till USA.